# Mōretsu uchū kōkyōkyoku dai nana gakushō „Mugen no ai”
„Mōretsu uchū kōkyōkyoku dai nana gakushō »Mugen no ai«” (jap. 猛烈宇宙交響曲・第七楽章「無限の愛」) – siódmy singel japońskiego zespołu Momoiro Clover Z, wydany w Japonii przez Starchild 7 marca 2012 roku. Singel został wydany w dwóch edycjach: regularnej i limitowanej.
Singel osiągnął 5 pozycję w rankingu Oricon i pozostał na liście przez 52 tygodnie, sprzedał się w nakładzie 88 760 egzemplarzy. Utwór tytułowy został użyty jako opening anime Bodacious Space Pirates. Zdobył status złotej płyty za sprzedaż detaliczną i dystrybucję PC.

## Lista utworów
| CD (wer. regularna)   | |                                                                        |                                                                        |                                                                        |      |
| Nr                    | Tytuł | Słowa                                                                  | Kompozycja                                                             | Aranżacja                                                              | Czas |
| 1.                    | „Mōretsu uchū kōkyōkyoku dai nana gakushō »Mugen no ai«” (jap. 猛烈宇宙交響曲・第七楽章「無限の愛」)                 | Ken’ichi Maeyamada                                                     | Ken’ichi Maeyamada                                                     | Ken’ichi Maeyamada                                                     | 5:11 |
| 2.                    | „LOST CHILD” | Yūho Iwasato                                                           | NARASAKI                                                               | NARASAKI                                                               | 5:00 |
| 3.                    | „DNA kyōshikyoku” (jap. DNA狂詩曲)                                                                                   | Takahiro Maeda                                                         | Tomotaka Ōsumi                                                         | Masaru Yokoyama                                                        | 4:17 |
| 4.                    | „Mōretsu uchū kōkyōkyoku dai nana gakushō »Mugen no ai«” (jap. 猛烈宇宙交響曲・第七楽章「無限の愛」) (off vocal ver) |                                                                        | Ken’ichi Maeyamada                                                     | Ken’ichi Maeyamada                                                     | 5:11 |
| 5.                    | „LOST CHILD” (off vocal ver)                                                                                         |                                                                        | NARASAKI                                                               | NARASAKI                                                               | 5:00 |
| 6.                    | „DNA kyōshikyoku” (jap. DNA狂詩曲) (off vocal ver)                                                                   |                                                                        | Tomotaka Ōsumi                                                         | Masaru Yokoyama                                                        | 4:17 |
| CD (wer. limitowana)  | |                                                                        |                                                                        |                                                                        |      |
| Nr                    | Tytuł | Słowa                                                                  | Kompozycja                                                             | Aranżacja                                                              | Czas |
| 1.                    | „Mōretsu uchū kōkyōkyoku dai nana gakushō »Mugen no ai«” (jap. 猛烈宇宙交響曲・第七楽章「無限の愛」)                 | Ken’ichi Maeyamada                                                     | Ken’ichi Maeyamada                                                     | Ken’ichi Maeyamada                                                     | 5:11 |
| 2.                    | „LOST CHILD” | Yūho Iwasato                                                           | NARASAKI                                                               | NARASAKI                                                               | 5:00 |
| 3.                    | „Mōretsu uchū kōkyōkyoku dai nana gakushō »Mugen no ai«” (jap. 猛烈宇宙交響曲・第七楽章「無限の愛」) (off vocal ver) |                                                                        | Ken’ichi Maeyamada                                                     | Ken’ichi Maeyamada                                                     | 5:11 |
| 4.                    | „LOST CHILD” (off vocal ver)                                                                                         |                                                                        | NARASAKI                                                               | NARASAKI                                                               | 5:00 |
| DVD (wer. limitowana) | |                                                                        |                                                                        |                                                                        |      |
| Nr                    | Tytuł | Tytuł                                                                  | Tytuł                                                                  | Tytuł                                                                  | Czas |
| 1.                    | „Mōretsu uchū kōkyōkyoku dai nana gakushō »Mugen no ai«” (Music Video)                                               | „Mōretsu uchū kōkyōkyoku dai nana gakushō »Mugen no ai«” (Music Video) | „Mōretsu uchū kōkyōkyoku dai nana gakushō »Mugen no ai«” (Music Video) | „Mōretsu uchū kōkyōkyoku dai nana gakushō »Mugen no ai«” (Music Video) |      |

## Notowania
| Lista                                          | Pozycja |
| ---------------------------------------------- | ------- |
| Oricon Daily Singles Chart                     | 2       |
| Oricon Weekly Singles Chart                    | 5       |
| Oricon Monthly Singles Chart                   | 13      |
| Oricon Yearly Singles Chart                    | 95      |
| Billboard Japan Hot 100                        | 2       |
| Billboard Japan Hot Singles Sales              | 3       |
| Billboard Japan Hot Animation                  | 1       |
| Billboard Japan Hot Top Airplay                | 63      |
| Billboard Japan Hot Adult Contemporary Airplay | 19      |

## Nagrody
- 2019: Heisei Anison Taishō – „Mōretsu uchū kōkyōkyoku dai nana gakushō »Mugen no ai«” – nagroda za aranżację (lata 2010–2019)[9]